# Новело
Новѐло (на италиански: Novello; на пиемонтски: Novej, Новей) е село и община в Северна Италия, провинция Кунео, регион Пиемонт. Разположено е на 471 m надморска височина. Населението на общината е 1034 души (към 2010 г.).